# Deux-Sèvres
Deux-Sèvres är ett departement i regionen Nouvelle-Aquitaine, i västra Frankrike. I den tidigare regionindelningen som gällde fram till 2015 tillhörde Deux-Sèvres regionen Poitou-Charentes. Huvudort är Niort. Andra stora städer är Parthenay, Bressuire och Thouars. Departementet har fått sitt namn efter de två floderna Sèvre Nantaise och Sèvre Niortaise. 